# Paule Constant
Paule Constant (Gan, França, 1944), escriptora francesa, fou premi Goncourt de l'any 1998. Va néixer a Gan, prop de Pau, el 25 de gener de 1944. Ha viscut part de la seva infància a l'Àfrica (Camerun, Algèria, Tunísia i Djibouti), on el seu para exercia de metge. Casada amb un metge especialista en malalties tropicals, també ha viscut a Costa d'Ivori i al Senegal.
Doctora en Lletres i Ciències Humanes per la Universitat de París-Sorbona i professora de literatura francesa a l'Institut d'estudis francesos per estrangers de la Universitat de Marsella.
A Ais de Provença, presideix el Centre d'Escriptors del Sud, Jean Giono, i és representant d'Europa central en el Centre Internacional d'Estudis Francòfons, jurat de diversos premis literaris, i membre de l'Acadèmia Goncourt.
De 1990 a 1996 va fer la crítica literària en la Revue des Deux Mondes.
El 1995 va presidir el jurat del Premi del Llibre Inter.

## Obres
Quatre de les seves obres es desenvolupen en el continent africà i americà, i la majoria han estat traduïdes a més de vint idiomes.
- L'Education des jeunes filles de l'aristocratie du seizième au dix-neuvième siècle. Thèse de Lettres, Paris IV, (1986)
- Ouregano (1980)
- Propriété privée. (1981)
- Balta, (1983)
- Un Monde à l'usage des demoiselles (1987)
- White spirit, (1989)
- Le grand Ghâpal, (1991)
- La fille du Gobernator, (1994)
- Confidence pour confidence, (1998) Traduïda al català[7]
- Sucre et secret, (2003)
- La Bête à Chagrin (2007)
- C’est fort la France ! (2013)
- Des chauves-souris, des singes et des hommes, (2016)
- Mes Afriques, (2019)
- La cécité des rivières (2022)

També ha col·laborat en programes de televisió:
- Arte : "L'Education des Jeunes Filles de la Légion d'Honneur" (1992)
- La 5 : dins la sèrie"Mon héros préféré": "La Princesse de Clèves" (1996)
- France 2 : dins la sèrie "Les grands fleuves racontés par des écrivains": "L'Amazone" (1997)
- La 5 : dins la sèrie "Galilée" : "Paule Constant sur les traces de Jean Giono" (2001).

## Premis i honors
- 1980: Premi Valery Larbaud per "Ouregano"
- 1989: Gran Premi de l'Acadèmia Francesa per "White spirit".
- 1998: Premi Goncourt i el Premi de Novel·la de Radio France per "Confidence pour confidence".
- 2003: Premi Amnesty pels drets de l'home, per "Sucre et Secret".
- 2010: Oficial de la Legió d'Honor
- 2015: Orde Nacional del Mèrit (França)